# Downing (Wisconsin)
Downing ist eine Gemeinde (mit dem Status Village) im Dunn County im US-amerikanischen Bundesstaat Wisconsin. Bei der Volkszählung im Jahr 2010 hatte Downing 265 Einwohner.

## Geografie
Downing liegt im mittleren Nordwesten Wisconsins auf 45°02′47″ nördlicher Breite und 92°07′56″ westlicher Länge. Das Gemeindegebiet erstreckt sich über eine Fläche von 7,67 km².
Nachbarorte von Downing sind Connorsville (13 km nördlich), Boyceville (7,2 km östlich), Knapp (14 km südsüdöstlich), Wilson (13,3 km südsüdwestlich) und Glenwood City (4,2 km westnordwestlich).
Die nächstgelegenen größeren Städte sind Minnesotas Hauptstadt St. Paul (88,6 km westlich), Eau Claire (67,6 km südöstlich), La Crosse (195 km südsüdöstlich) und Rochester in Minnesota (155 km südsüdwestlich).

## Verkehr
Der Wisconsin State Highway 170 führt in West-Ost-Richtung als Hauptstraße durch Downing. Alle weiteren Straßen sind untergeordnete Landstraßen, teils unbefestigte Fahrwege sowie innerörtliche Verbindungsstraßen.
Eine Eisenbahnlinie der zur Canadian National Railway gehörenden Wisconsin Central beschreibt innerhalb des Gemeindegebietes von Downing einen Bogen von Ost nach Nord.
Mit dem Boyceville Municipal Airport befindet sich 8 km östlich ein kleiner Flugplatz. Der nächste Großflughafen ist der Minneapolis-Saint Paul International Airport (104 km westlich).

## Bevölkerung
Nach der Volkszählung im Jahr 2010 lebten in Downing 265 Menschen in 97 Haushalten. Die Bevölkerungsdichte betrug 34,6 Einwohner pro Quadratkilometer. In den 97 Haushalten lebten statistisch je 2,73 Personen. 
Ethnisch betrachtet bestand die Bevölkerung mit zwei Ausnahmen nur aus Weißen. Unabhängig von der ethnischen Zugehörigkeit waren 0,4 Prozent (eine Person) der Bevölkerung spanischer oder lateinamerikanischer Abstammung. 
28,3 Prozent der Bevölkerung waren unter 18 Jahre alt, 60,0 Prozent waren zwischen 18 und 64 und 11,7 Prozent waren 65 Jahre oder älter. 50,2 Prozent der Bevölkerung war weiblich.
Das mittlere jährliche Einkommen eines Haushalts lag bei 35.625 USD. Das Pro-Kopf-Einkommen betrug 16.060 USD. 20,5 Prozent der Einwohner lebten unterhalb der Armutsgrenze.